# باميلا رابي
باميلا رابي هي ممثلة كندية، ولدت في 30 أبريل 1959 في أوكفيل في كندا.

## وصلات خارجية
- باميلا رابي على موقع IMDb (الإنجليزية)
- باميلا رابي على موقع قاعدة بيانات الفيلم (الإنجليزية)